# Consejo Regulador de la Energía Atómica
La Junta Regulatoria de la Energía Atómica (en inglés: Atomic Energy Regulatory Board, AERB) fue constituida el 15 de noviembre de 1983 por el presidente de India de acuerdo al acta de Energía Atómica de 1962 (33 de 1962) Sección 27, para llevar a cabo las funciones regulatorias y de seguridad descritas en dicha Acta. La autoridad regulatoria de AERB está derivada de las reglas y notificaciones promulgadas bajo el Acta de Energía Atómica de 1962 y el Acta (de Protección) de 1986. Sus oficinas centrales están en la ciudad de Mumbai.
La misión de la junta es asegurar que el uso de la radiación ionizante y la energía nuclear en India no causen riesgo indebido a la salud y al ambiente. Actualmente, la junta consiste de un presidente de tiempo completo, un miembro ex officio, tres miembros de tiempo parcial y un secretario.
El AERB es apoyado por el Comité de Revisión de Seguridad para la Operación de Plantas (en inglés: Safety Review Committee for Operating Plants, SARCOP), el Comité de Revisión de Seguridad para las Aplicaciones de la Radiación (en inglés: Safety Review Committee for Applications of Radiation, SARCAR) y los Comités Asesores para la Revisión de Seguridad de los Proyectos (en inglés: Advisory Committees for Project Safety Review, ACPSRs) (entre otros: los proyectos de energía nuclear, reactor de agua ligera y manejo de los desechos). Los ACPSRs recomiendan al AERB el otorgamiento de autorizaciones en las diferentes etapas de la construcción de una planta del Departamento de Energía Atómica (en inglés: Department of Atomic Energy, DAE), después de revisar las presentaciones hechas por las autoridades de la planta y basados en las recomendaciones de los Comités de Seguridad de Diseño. El SARCOP lleva a cabo la supervigilancia de la seguridad y hacer cumplir las estipulaciones de seguridad en las unidades operativas de la DAE. El SARCAR recomienda las medidas a cumplir para la seguridad de radiación en las instituciones médicas, industriales y de investigación que usan la radiación y las fuentes radioactivas.
La AERB también recibe la asesoría del Comité Asesor sobre Seguridad Nuclear (en inglés: Advisory Committee on Nuclear Safety, ACNS). El ACNS está compuesto por expertos de la AERB, DAE e instituciones fuera del DAE. El ACNS proporciona las recomendaciones sobre los códigos de seguridad, guías y manuales preparados para el emplazamiento, diseño, construcción, aseguramiento de calidad y descomisionamiento/extensión de vida de las plantas de energía nuclear que han sido preparados por los respectivos comités asesores para cada una de estas áreas. También asesora a la junta sobre temas de seguridad genéricos. El ACNS examina y asesora sobre cualquier materia específica que le sea referida por el AERB.
Los mecanismos administrativos y regulatorios que están establecidos aseguran una revisión de múltiples capas por los expertos disponibles a nivel nacional. Estos expertos provienen de prestigiosas instituciones académicas y agencias gubernamentales.

## La formación del AERB
Durante el comisionamiento de la Central de Energía Atómica de Tarapur (en inglés: Tarapur Atomic Power Station, TAPS) en el año 1969, el Departamento de Energía Atómica estableció un comité de seguridad para recibir asesoría sobre asuntos relacionados con la seguridad y para dar los permisos para la primera criticidad y la subsecuente operación de potencia de la central. Más tarde se constituyó un Comité de Revisión de Diseño y Operaciones para monitorear los aspectos de seguridad de la operación de la TAPS en forma independiente. El Dr. A. Gopalakrishnan era el jefe del AERB, pero después de su retiro él sostuvo diferencias de opinión con los zares de la DAE y ha estado escribiendo acerca de que el AERB es un tigre de papel controlado por los hambrientos jefes nucleares de la DAE. Después del incidente de Fukushima el gobierno de la India está pensando convertir al AERB en una autoridad regulatoria independiente.

### Comité de Revisión de Seguridad de la DAE
El Comité de Revisión de Seguridad de la DAE (en inglés: Safety Review Committee, DAE-SRC) fue conformado el 3 de febrero de 1972 para ofrecer asesoría al DAE sobre asuntos de seguridad relacionados con la comisión y operación de la Unidad 1 de la Central de Energía Nuclear de Rajasthan. Los expertos para el comité fueron reclutados desde el interior de la DAE. El Comité de Seguridad fue designado por el director, División de Ingeniería de Proyectos de Potencia, el 15 de diciembre de 1969 para preparar el Informe de Seguridad para el RAPS-1 y fue autorizado por el DAE para monitorear el desempeño de las pruebas de comisionamiento y para hacer las revisiones de seguridad hasta la obtención de la operación comercial.
La revisión regulatoria formal fue consolidada con la reconstitución del SRC el 2 de diciembre de 1975 para tratar las políticas y temas de seguridad principales en todas las unidades constituyentes de la DAE. El SRC tiene que ver con casi todos los aspectos relacionados con la seguridad de las operaciones en las unidades de la DAE.

### Recomendación para implementar el AERB
El 23 de julio de 1979 el secretario de la DAR constituyó un comité presidido por el Dr. M.D. Karkhanawala, Presidente, DAE-SRC con Shri S.D. Soman en ese entonces director de la División de Salud Física como Secretario-Miembro para estudiar "los términos de referencia existentes del SRC, sus funciones, la modalidades de subordinación de las Unidades así como los impedimentos encarados por el Comité". De acuerdo a la acuerdos de notificación del Comité, la revisión de los términos de referencia y del trabajo del Comité de Revisión de Seguridad se hizo necesario "para asegurar que no solo la consciencia de la seguridad está siendo inculcada, sino que las prácticas de seguridad prevalecen en todas las Unidades de la DAE, incluyendo las empresas del sector público".
Se le solicitó al Comité que informara sobre las funciones y responsabilidades específicas del SRC con el propósito de permitir a la DAE descargar sus obligaciones bajo el Acta de Energía Atómica en relación con todas las unidades así como las empresas del sector público del Departamento que estuvieran afectadas.
El Comité fue reconstituido el 18 de febrero de 1980 con Shri V.N. Meckoni, entonces Director, División de Salud Física como Secretario-Miembro. El Informe del Comité titulado "Reorganización de las Funciones Regulatorias y de Seguridad" (febrero de 1981) recomendó "la creación de una Junta Regulatoria de Energía Atómica por la Comisión de la Energía Atómica con poderes para establecer los estándares de seguridad y asistir a la DAE en estructurar las reglas y regulaciones para la aplicación de los requerimientos regulatorios y de seguridad previstas bajo el Acta de Energía Atómica de 1962". También el Comité recomendó que el AERB "debería ser un cuerpo estatutario bajo el Acta (si es necesario por una enmienda adecuada del Acta) para darle al AERB una base legal".
El Comité estableció que "con el propósito de permitir al AERB funcionar efectivamente y ejercer su autoridad de una manera independiente debería estar constituido por la Comisión de Energía Atómica y también reportarle a la misma, y debería estar compuesta de personal superior de la DAE así como de personal externo. De esta forma la confianza pública en los asuntos de seguridad nuclear debería ser mejorada".
Las actuales funciones y poderes del AERB son casi una copia de lo publicado en el informe del comité. El AERB fue constituido el 15 de noviembre de 1983. Una notificación separada indicando las funciones y responsabilidades del DAE-SRC fue entregada simultáneamente. Las funciones del AERB incluyen la ejecución de las provisiones de protección radiológica en las instalaciones que trabajan con radiación fuera del DAE. El profesor A.K. De, antiguo director del Instituto de Tecnología de la India, Bombay, fue designado el primer presidente del AERB.
Un Comité fue constituido el 21 de marzo de 1987, con Shri V.N. Meckoni como presidente para revisar las funciones y responsabilidades del AERB. El Comité envió sus recomendaciones el 15 de mayo de 1987. Estas fueron aceptadas por el gobierno. Como fue recomendado por el comité, el DAE-SRC se convirtió en parte del AERB y se designó como AERB-SRC y más tarde como Comité de Revisión de Seguridad para las Plantas en Operación (en inglés: Safety Review Committee for Operating Plants, AERB-SARCOP). Las funciones y las responsabilidades del AERB fueron ampliadas considerablemente. Actualmente, el AERB es llevando a cabo sus funciones de acuerdo a la notificación original y a la luz de las recomendaciones del Comité Meckoni.

## Divisiones del AERB
El secretariado del AERB tiene diez divisiones. Los presidentes y directores de las divisiones constituyen el Comité Ejecutivo que se reúne periódicamente con el presidente y vicepresidente del AERB para tomar decisiones sobre materias políticas importantes relacionadas con la administración del Secretariado de la Junta. Las divisiones del AERB son:
1. SSED : Siting and Structural Engineering Division (en castellano: División de Ingeniería Estructural y Emplazamiento)
2. IPSD : Industrial Plants Safety Division (en castellano: División de Seguridad de las Plantas Industriales)
3. ITSD : Information and Technical Services Division (en castellano: División de Servicios Técnicos e Información)
4. NPSD : Nuclear Projects Safety Division (en castellano: División de Seguridad de los Proyectos Nucleares)
5. OPSD : Operating Plant Safety Division (en castellano: División de Seguridad de las Plantas en Operación)
6. RSD : Radiological Safety Division (en castellano: División de Seguridad Radiológica)
7. SADD : Safety Analysis and Documentation Division (en castellano: División de Documentación y Análisis de Seguridad)
8. SRI : Safety Research Institute, Kalpakkam (en castellano: Instituto de Investigación de Seguridad, Kalpakkam)
9. Administration Division (en castellano: División de Administración)
10. Accounts Division (en castellano: División de Contabilidad)

### División de Ingeniería Estructural y Emplazamiento
Las principales responsabilidades del SSED (del inglés: Siting and Structural Engineering Division) [previamente División de Ingeniería Estructural y Civil (en inglés: Civil and Structural Engineering Division, CSED)] son:
a) Revisiones de Seguridad pertinentes a aspectos de Ingeniería Estructural y Civil de los reactores nucleares, instalaciones del ciclo de combustible, instalaciones de radiación e industriales de la DAE.
b) Evaluación de sitios para instalaciones nucleares
c) Desarrollar criterios de seguridad de ingeniería civil para el diseño, construcción y construcción de las plantas de energía nuclear

### División de Seguridad de Plantas Industriales
Las principales responsabilidades del IPSD (en inglés: Industrial Plants Safety Division, IPSD) son:
a) La administración del Acta de Fábricas, 1948, y las Reglas de (Fábricas) de Energía Atómica, 1996, en las unidades de la DAE como frente para las instalaciones del ciclo de combustible del IREL, IREL, UCIL, NFC y HWP, Proyectos/Plantas de Energía Nuclear, instalaciones BRIT, instalaciones IGCAR, instalaciones ECIL e instalaciones aceleradores DAE del VECC y RRCAT.
b) Administración de las Reglas la Energía Atómica (Protección contra la Radiación), 2004 para hacer cumplir con la seguridad radiológica en frente de las instalaciones del ciclo de combustible, unidades aceleradoras del DAE y todas las Instalaciones de Beach Sand Minerals de India.
c) Revisión de seguridad de las instalaciones mencionadas en el párrafo anterior durante el emplazamiento, construcción, comisionamiento y operación.
d) Inspección Regulatoria de las instalaciones mencionadas en los puntos anteriores e inspecciones regulatorias mensuales especiales de los principales proyectos de construcción del DAE.
e) Revisión de Seguridad Industrial, Seguridad contra Incendios y Seguridad de Salud Ocupacional de todos los proyectos y plantas del DAE (excepto de las instalaciones BARC).
f) Licenciamiento del personal de operaciones en frente de las instalaciones del ciclo de combustible.

### División de Servicios Técnicos y de Información
El ITSD (en inglés:  Information & Technical Services Division, ITSD) se preocupa de: 
a) Secretariado para la Junta del AERB
b) Actividades para promover y financiar los Proyectos de Investigación en Seguridad
c) Relaciones internacionales incluyendo la interacción con otros cuerpos regulatorios
d) Información pública e Interacción con los Medios incluyendo la administración del sitio web
e) Editar y publicar los Informes Anuales del AERB y el Boletín del AERB
f) Desarrollo de los recursos humanos
g) Responder a las peticiones y consultas del Parlamento bajo el Acta de Derecho de Información
h) Manejo del Conocimiento

### División de Seguridad de los Proyectores Nucleares
Las actividades del NPSD (en inglés: Nuclear Projects Safety Division, NPSD) incluyen:
a) Revisión de seguridad de los proyectos nucleares.
b) Inspección Regulatoria & Fiscalización en los proyectos bajo construcción.
c) Otorgamiento de autorizaciones en varias etapas de los proyectos como se establece en los procedimientos y protocolos.
d) Revisión de los aspectos de protección física en los proyectos.

### División de Seguridad de las Plantas en Operación
Las responsabilidades del OPSD (en inglés: Operating Plants Safety Division, OPSD) son:
a) Revisión y supervisión de seguridad incluyendo Aspectos y Emergencias de la Salud Física
b) Preparación de las Plantas de Energía Nuclear en operación y de los Reactores de Investigación
c) Inspección Regulatoria y Fiscalización con respecto a todas las plantas de energía nuclear en operación y de los reactores de investigación
d) Conducción de revisiones de seguridad periódicas y renovación de autorizaciones
e) Licenciamiento del personal de operación y del personal de administración
f) Revisión de los aspectos de la protección física en las plantas en operación
g) Fiscalización de las Reglas de Energía Atómica (Disposición Segura de los Desechos Radioactivos), 1987
h) Coordinación internacional con la Agencia Internacional de Energía Atómica (en inglés: International Atomic Energy Agency, IAEA) para reportar los incidentes nucleares basado en la Escala Internacional de Accidentes Nucleares (en inglés: International Nuclear Event Scale, INES) y para el Sistema de Informes de Incidentes (en inglés: Incident Reporting System, IRS) operado por la IAEA/NEA
i) Funcionar como secretariado de la SARCOP

### División de Seguridad Radiológico
El RSD (en inglés: Radiological Safety Division, RSD) tiene las responsabilidades de:
a) Licenciamiento, Vigilancia y Revisión de Seguridad de las instalaciones BRIT y de las instalaciones que usan radiación no de la DAE incluyendo aceleradores e irradiadores
b) Implementación de las Reglas de la Energía Atómica (Protección contra la Radiación), 2004 y la fiscalización de las Reglas de la Energía Atómica (Disposición Segura de los Desechos Radioactivos), 1987 en instalaciones que no pertenecen a la DAE
c) Asegurar la seguridad en el Transporte de Materiales Radioactivos en la vía pública
d) Funcionar como secretariado para el SARCAR (Safety Review Committee for Application of Radiation) (en castellano: Comité de Revisión de Seguridad para la Aplicación de la Radiación)

### Análisis de Seguridad y División de Documentación
Las principales responsabilidades del SADD (de las siglas en inglés: Safety Analysis and Documentation Division) incluyen:
a) Análisis de Seguridad y Estudios de Seguridad para instalaciones nucleares
b) Preparación de Documentos Regulatorios
c) Biblioteca y servicios de documentación

### Instituto de Investigaciones para la Seguridad, Kalpakkam
Las principales actividades del Instituto de Investigaciones para la Seguridad (en inglés: Safety Research Institute, SRI) incluyen las investigaciones y el desarrollo en las áreas de interés regulatorio. Algunas de estas áreas son listadas a continuación: 
- Estudios de seguridad de las plantas nucleares.
- Estudios de seguridad radiológica
- Estudios de seguridad ambiental
- Inspección regulatoria